# Videolina
Videolina est une chaîne de télévision régionale privée italienne émettant en Sardaigne. Elle est diffusée par câble, par voie hertzienne (télévision numérique terrestre) et par satellite (crypté en videoguard depuis 2010). Première chaîne de télévision privée à avoir été lancée en Sardaigne, en 1975, elle est de format généraliste : sa grille des programmes mêle journaux télévisés, variétés, sport, politique et émissions culturelles.

## Historique
Videolina est fondée en 1975 par Nicola Grauso, un an après le lancement de Radiolina, une des premières radio libres sardes. En 1985, un accord est signé avec Junior TV, portant sur la reprise de certains programmes sur l'antenne de Viodeolina (système de syndication). Il reste en vigueur jusqu'à la cessation des activités de Junior TV en 2003. En 2000, Videolina commence ses premiers tests sur le satellite Hot Bird d'Eutelsat. La chaîne, reprise en clair pendant plusieurs années, peut ainsi être reçue dans toute l'Europe, au Moyen-Orient et en Afrique du Nord. Les émissions sont cryptées en videoguard au mois de novembre 2010, et ne peuvent désormais être reçues que sur le territoire italien (bouquet Sky).
En 2004, Videolina et Radiolina sont reprises par Sergio Zuncheddu, déjà propriétaire de Tele Costa Smeralda et du quotidien L'Unione sarda. Cette même année, un accord de syndication est signé avec la chaîne K2 (ex Fox Kids Italia). L'année 2004 est également marquée par les débuts de la télévision numérique terrestre et le lancement par Videolina d'un multiplex de six chaînes (Videolina, Videolina 2, Videolina 3, Videolina 4, Videolina 5, Videolina mosaico plus une radio numérique, Radiolina).
Parmi les programmes-phares de la chaîne figurent Videolina Mattina (émission matinale mêlant infos et chroniques thématiques), TGS (abréviation de Telegiornale Sardo, ou journal télévisé sarde), Sardegna verde (cuisine et terroir) ou encore Le Feste (traditions et folklore).

## Sources
- (it) Cet article est partiellement ou en totalité issu de l’article de Wikipédia en italien intitulé « Videolina » (voir la liste des auteurs).